# 木口衛
木口衛（きぐち まもる、1923年9月6日 - 2006年12月22日）は、神戸市を拠点とするアパレルメーカーワールドの創業者。岡山県総社市出身。
名前の漢字は、正しくは「衞」。

## 来歴・人物
1959年、ニット問屋の光商会（のちのエンパイヤー）を退社。光商会の後輩であった畑崎廣敏との二人三脚で、裸一貫からワールドを起こし、同社を有数の大企業に育て上げた立志伝中の人物として知られる。同社の初代社長を務め（このとき畑崎は専務となる）、1972年からは社長を畑崎に譲り自身は会長となった。長らくこの体制が続いたこともあり、「畑崎社長・木口会長」として知られることとなった。
1995年には相談役に就任し経営の第一線から退く一方で、1998年には私財を投じて『財団法人木口ひょうご地域振興財団』を設立し、同財団の理事長としても活躍した。